# Nantois
Nantois is een gemeente in het Franse departement Meuse in de regio Grand Est en telt 97 inwoners (2009). De plaats maakt deel uit van het arrondissement Bar-le-Duc en van de Communauté d'Agglomération Bar-le-Duc Sud Meuse, een samenwerkingsverband tussen 33 gemeenten.

## Geografie
De oppervlakte van Nantois bedraagt 6,0 km², de bevolkingsdichtheid is dus 16,2 inwoners per km².
De onderstaande kaart toont de ligging van Nantois met de belangrijkste infrastructuur en aangrenzende gemeenten.

## Demografie
Onderstaande figuur toont het verloop van het inwonertal (bron: INSEE-tellingen).